# Giám sát tình trạng
Giám sát tình trạng (tiếng Anh là Condition monitoring) là quá trình theo dõi một tham số điều kiện làm việc của máy móc (độ rung, nhiệt độ, vv), để xác định một thay đổi đáng kể nào đó là dấu hiệu của một sự cố đang tiến triển. Nó là thành phần chính của bảo trì tiên đoán. Việc sử dụng Giám sát tình trạng cho phép việc bảo trì được lên kế hoạch, hoặc có các hành động khác được thực hiện để ngăn chặn và tránh được các thiệt hại có thể có. Giám sát tình trạng có một lợi ích duy nhất đó là sẽ nhanh chóng phát hiện và xử lý kịp thời các hỏng hóc trước khi chúng phát triển thành một sự cố lớn. Kỹ thuật giám sát tình trạng thường được sử dụng trên các thiết bị quay, hệ thống phụ trợ và các máy móc khác (máy nén, máy bơm, động cơ điện, động cơ đốt trong, máy nén), trong khi kiểm tra định kỳ bằng kỹ thuật thử nghiệm không phá hủy (NDT) và fit for service(FFS)  đánh giá được sử dụng cho các thiết bị nhà máy tĩnh như nồi hơi, đường ống và bộ trao đổi nhiệt.

## Công nghệ Giám sát tình trạng
Các kỹ thuật giám sát tình trạng chính được áp dụng trong các lĩnh vực công nghiệp và giao thông vận tải bao gồm:
- Phân tích và chẩn đoán rung động [2]
- Phân tích chất bôi trơn [3]
- Phát âm thanh (siêu âm trong không khí)
- Nhiệt kế hồng ngoại [4]
- Kiểm tra siêu âm (kiểm tra độ dày/khuyết tật của vật liệu)
- Giám sát tình trạng động cơ và phân tích tín hiệu dòng điện của động cơ (MCSA)
- Các hệ thống điện áp và dòng điện dựa trên mô hình (các hệ thống MBVI)

Hầu hết các công nghệ CM đang dần được chuẩn hóa bởi ASTM và ISO.

## Thiết bị quay
Thiết bị quay là một thuật ngữ dùng trong công nghiệp bao gồm hộp số, máy móc chuyển động qua lại và máy ly tâm.
Phương pháp được sử dụng phổ biến nhất cho máy quay là phân tích độ rung.
Các phép đo có thể được thực hiện trên các gối chịu lực (ổ đỡ) với gia tốc kế (đầu dò địa chấn hoặc áp điện) để đo các dao động vỏ, và trên phần lớn các máy móc quan trọng, với các cảm biếndòng điện Foucault trực tiếp giám sát trục quay để đo độ dịch chuyển xuyên tâm (và trục) của trục. Mức độ rung có thể được so sánh với các giá trị cơ sở lịch sử như các lần khởi động và dừng máy trước đây, và trong một số trường hợp đã thiết lập các tiêu chuẩn như thay đổi tải, để đánh giá mức độ nghiêm trọng. Máy móc và bộ phận OEM cũng xác định giới hạn dao động dựa trên thiết kế máy hoặc của các bộ phận bên trong, ví dụ tần số lỗi của vòng bi.
Hiểu được tín hiệu rung thu được là một quy trình phức tạp  yêu cầu cần được đào tạo và kinh nghiệm chuyên môn. Việc này được đơn giản hóa bằng cách sử dụng các công nghệ tiên tiến cung cấp phần lớn các phân tích dữ liệu tự động và cung cấp thông tin thay vì dữ liệu thô. Một kỹ thuật thường được sử dụng là kiểm tra các tần số riêng lẻ có trong tín hiệu. Những tần số này tương ứng với một số thành phần cơ khí nhất định (ví dụ, các phần khác nhau tạo nên một vòng bi lăn) hoặc một số trục trặc nhất định (chẳng hạn như trục không cân bằng hoặc bị lệch). Bằng cách kiểm tra các tần số này và sóng hài của chúng, chuyên gia CM thường có thể xác định được đúng vị trí và vấn đề gặp phải, và đôi khi cũng là nguyên nhân gốc rễ. Ví dụ, độ rung cao ở tần số tương ứng với tốc độ quay chủ yếu thường là do sự mất cân bằng và được hiệu chỉnh bằng cách cân chỉnh lại độ cân bằng của máy. Mặt khác, một ổ bi xuống cấp sẽ thường biểu hiện các tín hiệu rung ở các tần số cụ thể sẽ tăng cường độ khi nó bị hao mòn. Các công cụ phân tích đặc biệt có thể phát hiện các hao mòn này trước nhiều tuần hoặc thậm chí nhiều tháng trước khi xảy ra hỏng hóc, đưa ra cảnh báo cụ thể để lên lịch thay thế trước khi hỏng hóc này có thể làm trì hoản sản xuất. Bên cạnh tất cả các cảm biến và phân tích dữ liệu, điều quan trọng cần lưu ý là hơn 80% tất cả các thiết bị cơ khí phức tạp đều vô tình hư hỏng và không liên quan đến chu kỳ làm việc của chúng.
Hầu hết các công cụ phân tích độ rung ngày nay đều sử dụng phép biến đổi Fourier nhanh (FFT) , đây là trường hợp đặc biệt của Biến đổi Fourier rời rạc và chuyển đổi tín hiệu rung từ biểu diễn trongmiền thời gian sang biểu diễn trong miền tần số tương ứng. Tuy nhiên, phân tích tần số (đôi khi được gọi là Phân tích phổ hoặc Phân tích dấu hiệu rung) chỉ là một khía cạnh của việc giải thích thông tin chứa trong tín hiệu rung. Phân tích trong miền tần số có xu hướng hữu ích nhất trên các máy móc sử dụng vòng bi lăn (ổ trục) và xu hướng hư hỏng chính là sự suy giảm chất lượng của vòng bi đó, dấu hiệu điển hình là sự gia tăng tần số đặc trưng liên quan đến các hình dạng và cấu trúc vòng bi (ổ trục). Tùy thuộc vào loại máy móc, hư hỏng điển hình, kiểu ổ trục được sử dụng, tốc độ quay và các yếu tố khác, chuyên gia CM có thể sử dụng các công cụ chẩn đoán bổ sung, chẳng hạn như kiểm tra tín hiệu miền thời gian, mối quan hệ pha giữa các thành phần rung và thời gian đánh dấu trên trục máy (thường được gọi là keyphasor), xu hướng lịch sử của mức độ rung, hình dạng rung và nhiều khía cạnh khác của tín hiệu cùng với các thông tin khác từ quá trình như tải, nhiệt độ vòng bi, tốc độ dòng chảy, vị trí van và áp lực để đưa ra chẩn đoán chính xác. Điều này đặc biệt đúng đối với các máy sử dụng ổ đỡ chất lỏng hơn là các ổ trục lăn. Cho phép họ xem xét dữ liệu này trong các phân tích độ rung đơn giản hơn hoặc kỹ sư chẩn đoán máy móc đã sử dụng một số biểu đồ toán học để hiển thị các vấn đề xảy ra và đặc điểm hoạt động của thiết bị, các biểu đồ này bao gồm biều đồ bode, biểu đồ thác nước, biều đồ cực và biểu đồ quỹ đạo dựa trên thời gian trong số nhiều công cụ khác nữa.
Các máy thu thập và phân tích dữ liệu cầm tay hiện nay được dùng phổ biến trên các thiết bị không quan trọng hoặc cân bằng trong đó các thiết bị giám sát rung động trực tuyến cố định lâu dài không thể chứng minh được về mặt kinh tế. Kỹ thuật viên có thể thu thập các mẫu dữ liệu từ một số máy (quay), sau đó tải dữ liệu xuống một máy tính, nơi các nhà phân tích (và đôi khi trí thông minh nhân tạo) có thể kiểm tra dữ liệu cho những thay đổi để chỉ ra các trục trặc và hỏng hóc sắp xảy ra. Đối với các máy (quay) lớn hơn, quan trọng hơn, nơi có các yêu cầu nghiêm ngặt về an toàn, gián đoạn sản xuất (gọi là "thời gian ngừng hoạt động"), thiết bị thay thế và các chi phí khác (được xác định bởi chỉ số nghiêm trọng), một hệ thống giám sát cố định lâu dài sẽ được sử dụng thay vì dựa vào các thiết bị cầm tay thu thập dữ liệu định kỳ. Tuy nhiên, các phương pháp chẩn đoán và công cụ hỗ trợ của cả hai cách tiếp cận này nói chung là như nhau.
Gần đây các hệ thống giám sát tình trạng trực tuyến cũng đã được áp dụng cho các ngành công nghiệp nặng như bột giấy, giấy, khai thác mỏ, hóa dầu và phát điện.
Giám sát hiệu suất là một kỹ thuật giám sát tình trạng ít được biết đến hơn. Nó có thể được áp dụng cho các máy quay như máy bơm và tuabin, cũng như các máy cố định như nồi hơi và bộ trao đổi nhiệt. Các phép đo được yêu cầu gồm các đại lượng vật lý: nhiệt độ, áp suất, lưu lượng, tốc độ, dịch chuyển, tùy theo hạng mục của nhà máy. Độ chính xác tuyệt đối hiếm khi cần thiết, nhưng dữ liệu lặp lại là cần thiết. Các dụng cụ thử nghiệm được hiệu chỉnh thường cần thiết, nhưng một số thành công đã đạt được trong nhà máy với DCS (Hệ thống điều khiển phân tán). Phân tích hiệu suất thường liên quan chặt chẽ đến hiệu suất năng lượng, và do đó từ lâu đã được áp dụng trong các nhà máy phát điện hơi nước. Trong một số trường hợp, có thể tính toán thời gian sửa chữa đại tu tối ưu để phục hồi hiệu suất bị suy thoái.
Các hệ thống điện áp và dòng điện dựa trên mô hình (hệ thống MBVI): Đây là một kỹ thuật sử dụng thông tin có sẵn từ các tín hiệu dòng điện và điện áp
trên cả ba giai đoạn cùng một lúc. Các hệ thống dựa trên mô hình có thể xác định được nhiều
hiện tượng giống nhau cũng như thấy được bằng các kỹ thuật thông thường hơn, bao gồm điện, cơ khí và khu vực
hoạt động.
Các hệ thống dựa trên mô hình hoạt động trên các đường truyền tải được hiển thị trong Hình 6 bên dưới và đo cả dòng điện và điện áp
trong khi động cơ đang làm việc và sau đó tự động tạo ra một mô hình toán học của mối quan hệ
giữa dòng điện và điện áp. Bằng cách áp dụng mô hình này cho điện áp đo được, dòng điện được mô hình hóa 
được tính toán và giá trị này được so sánh với dòng điện đo được trong thực tế. Độ chênh lệch giữa dòng điện đo được
và dòng điện mô hình hóa thể hiện sự không hoàn hảo trong động cơ và hệ thống thiết bị truyền động,
có thể được phân tích bằng cách sử dụng kết hợp vector của Park để đơn giản hóa các dòng điện ba pha thành
hai pha trực giao (D& Q), phân tích Fourier để cung cấp cho một biểu đồ mật độ phổ công suất, và thuật toán
đánh giá phổ kết quả để xác định hư hỏng cụ thể hoặc kiểu hư hỏng.
Các hệ thống này được thiết kế để lắp đặt cố định như một giải pháp giám sát tình trạng thay vì
như một thiết bị đo lường chẩn đoán ngắn hạn và kết quả đầu ra của chúng có thể được tích hợp vào các hệ thống thiết bị 
bình thường Được kết nối vĩnh viễn, các xu hướng lịch sử sẽ tự động thu lại được.
Loại đầu ra mà các loại thiết bị này có thể tạo bao gồm màn hình đơn, hiển thị đèn giao thông của
hoạt động thiết bị tổng thể, cùng với chẩn đoán của một loạt các vấn đề cơ khí, điện, và vận hành
, và các biểu đồ xu hướng cho thấy các thông số này thay đổi như thế nào theo thời gian. Khái niệm về loại 
thiết bị này là nó có thể được sử dụng bởi các nhân viên vận hành và nhân viên sửa chữa bảo trì bình thường mà không cần
giải thích chuyên môn về phổ tín hiệu, mặc dù các biểu đồ phổ tín hiệu cơ bản có sẵn nếu cần thiết.
Các loại hư hỏng có thể được phát hiện bao gồm một loạt các vấn đề cơ khí như mất cân bằng,
lệch trục, và các vấn đề về ổ trục trong động cơ và thiết bị truyền động, cũng như các vấn đề về điện
bao gồm hỏng cách điện, lỏng cuộn dây stator, các vấn đề về khe hở rotor, sự mất cân bằng dòng điện hoặc điện áp,
và méo sóng hài. Bởi vì các hệ thống này đo cả dòng điện và điện áp, chúng cũng giám sát
công suất và có thể xác định các vấn đề gây ra bởi điều kiện hoạt động bất thường và xác định nguyên nhân của
mất hiệu suất.
Bởi vì các hệ thống dựa trên mô hình chỉ kiểm tra sự khác biệt giữa dòng điện thực tế và dòng điện dự đoán,
chúng sẽ lọc ra hiệu quả tất cả các tín hiệu điện bình thường rất rõ ràng trong Phân tích Phổ Dòng điện Motor
(MCSA) thông thường, để lại một tập các tín hiệu được phân tích đơn giản hơn nhiều.
Bởi vì các hệ thống này được dựa trên mối quan hệ giữa điện áp và dòng điện, chúng xử lý tốt với
các hệ thống điều khiển biến tần nơi mà điện áp đầu vào có thể có tần số biến đổi và có thể có dạng sóng nhiễu
cao trong các thành phần sóng hài. Các hệ thống dựa trên mô hình lọc ra hiệu quả tất cả các nhiễu này trong
tín hiệu điện áp từ tín hiệu dòng điện kết quả, chỉ để lại những khuyết điểm cơ bản.
Việc dễ sử dụng và chi phí thấp của loại thiết bị này làm cho nó phù hợp với các thiết bị rẻ tiền

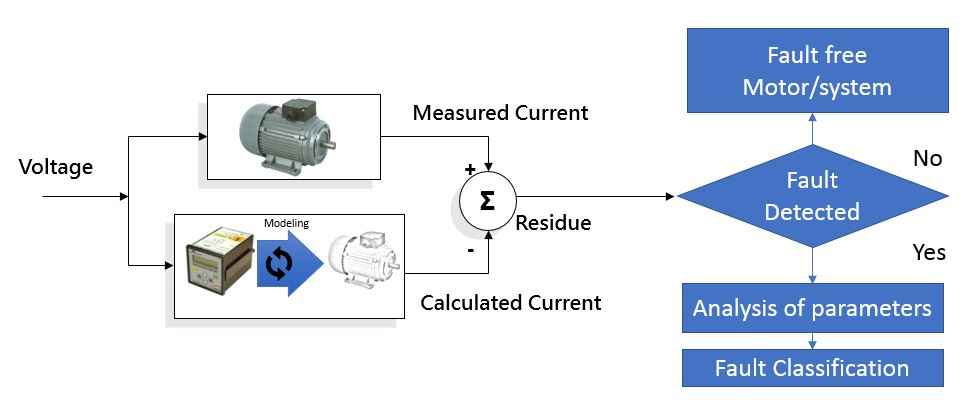
Khái niệm hệ thống dựa trên mô hình

và ít quan trọng.

## Các kỹ thuật khác
- Thường thì kiểm tra trực quan được coi là một thành phần cơ bản của Giám sát tình trạng, tuy nhiên điều này chỉ đúng nếu kết quả kiểm tra có thể được đo lường hoặc phê bình đối với một tập hợp các hướng dẫn được ghi nhận. Đối với các kiểm tra này được coi là Giám sát tình trạng, kết quả và các điều kiện tại thời điểm quan sát phải được đối chiếu để cho phép phân tích so sánh với các phép đo trước đó và trong tương lai. Hành động đơn giản kiểm tra một phần của đường ống cho sự hiện diện của vết nứt hoặc rò rỉ không thể được coi là Giám sát tình trạng trừ khi các thông số định lượng tồn tại để hỗ trợ kiểm tra và so sánh tương đối được thực hiện so với kiểm tra trước đó. Một hành động được thực hiện riêng biệt với các kiểm tra trước đây được coi là Đánh giá Điều kiện, các hoạt động Giám sát tình trạng yêu cầu phân tích được so sánh với dữ liệu trước đó và báo cáo xu hướng so sánh đó.
- Biến đổi nhiệt độ nhẹ trên bề mặt có thể được phát hiện bằng mắt thường và kiểm tra không phá hủy bằng nhiệt. Nhiệt là dấu hiệu của các bộ phận bị lỗi, đặc biệt là các tiếp điểm và đầu nối bị suy giảm chất lượng. Nhiệt độ cũng có thể được áp dụng thành công cho các vòng bi tốc độ cao, khớp nối chất lỏng, các con lăn băng tải và bể chứa.[13]
- Kính hiển vi quét điện tử có thể chụp được ảnh của mẫu chất bẩn trong dầu bôi trơn (lấy từ bộ lọc hoặc đầu dò chip từ). Các thiết bị này sau đó sẽ tiết lộ các thành phần, tỷ lệ, kích thước và hình thái của chúng. Sử dụng phương pháp này, các cơ chế gây ra hỏng hóc cơ học và thời gian để xảy ra sự cố có thể được xác định. Điều này được gọi là WDA -Wear Debris Analysis.
- Phân tích quang phổ dầu để kiểm tra thành phần hóa học của dầu có thể được sử dụng để dự đoán các chế độ hỏng hóc. Ví dụ, một hàm lượng silic và nhôm cao cho thấy sự ô nhiễm của bụi bẩn hoặc mạt nhôm (nhôm silicate), vv, và mức độ sắt cao cho thấy các bộ phận bị mài mòn. Một cách riêng biệt, các thành phần đưa ra các dấu hiệu hợp lý, nhưng khi được sử dụng cùng nhau, chúng có thể xác định chính xác các chế độ hỏng hóc ví dụ như động cơ đốt trong, sự có mặt của sắt (lớp đệm), nhôm (piston) và chrome (vành).[14]
- Siêu âm có thể được sử dụng cho các ứng dụng cơ học tốc độ cao và tốc độ chậm và cho các tình huống chất lỏng áp lực cao. Máy đo siêu âm kỹ thuật số đo tín hiệu tần số cao từ vòng bi và hiển thị kết quả dưới dạng giá trị dBuV (decibels per microvolt). Giá trị này có xu hướng theo thời gian và được sử dụng để dự đoán sự gia tăng ma sát, cọ xát, va đập và các khuyết tật của ổ trục khác. Giá trị dBuV cũng được sử dụng để dự đoán các khoảng thời gian thích hợp cho việc thay nhớt. Theo dõi siêu âm, nếu được thực hiện đúng cách, chứng tỏ là một công nghệ đồng hành tuyệt vời để phân tích rung động.

Tai nghe (headphone) cũng cho phép con người nghe được siêu âm. Một âm thanh ù ù cao trong vòng bi cho biết các lỗ hổng trên bề mặt tiếp xúc, và khi tắc nghẽn một phần xảy ra trong chất lỏng áp suất cao, lỗ này sẽ gây ra một lượng lớn tiếng ồn siêu âm. Siêu âm được sử dụng trong Phương pháp xung sốc  của theo dõi tình trạng.
- Phân tích hiệu suất, trong đó hiệu quả vật lý, hiệu suất hoặc điều kiện được tìm thấy bằng cách so sánh các thông số thực tế với mô hình lý tưởng. Sự suy giảm thường là nguyên nhân của sự khác biệt trong các thông số đọc. Sau động cơ, máy bơm ly tâm được cho là các máy phổ biến nhất. Theo dõi tình trạng bằng một thử nghiệm đầu-dòng (head-flow) đơn giản gần điểm làm việc sử dụng các phép đo lặp lại từ lâu đã được sử dụng nhưng có thể được áp dụng rộng rãi hơn. Một mở rộng của phương pháp này có thể được sử dụng để tính toán thời gian tốt nhất để đại tu một máy bơm dựa trên việc cân bằng chi phí sửa chữa lớn với mức tiêu thụ năng lượng ngày càng tăng xảy ra khi máy bơm bị bào mòn. Các tua bin khí cũng thường được giám sát bằng kỹ thuật phân tích hiệu suất với các nhà sản xuất thiết bị gốc như Rolls-Royce plc thường xuyên theo dõi toàn bộ động cơ máy bay của các hạm đội theo các Hợp đồng dịch vụ dài hạn (LTSAs) hoặc gói Total Care.
- Các cảm biến Phát hiện các mảnh vỡ do bào mòn (Wear Debris Detection Sensor) có khả năng phát hiện các hạt bào mòn chứa sắt và không chứa sắt trong dầu bôi trơn cung cấp thông tin đáng kể về tình trạng của máy móc được đo. Bằng cách tạo và theo dõi xu hướng của những mảnh vụn đang được tạo ra, có thể phát hiện các hư hỏng trước khi xảy ra sự cố thảm khốc của thiết bị quay như hộp số, tuabin, v.v.

## Chỉ số nghiêm trọng
Chỉ số nghiêm trọng thường được sử dụng để xác định mức độ Giám sát tình trạng trên một máy móc nhất định có tính đến mục đích của máy, dự phòng (tức là nếu máy bị lỗi, thì sẽ có máy dự phòng có thể tiếp nhận), chi phí sửa chữa, tác động thời gian chết, vấn đề sức khỏe, an toàn và môi trường và một số yếu tố quan trọng khác. Chỉ số nghiêm trọng đặt tất cả các máy vào một trong ba loại:
1. Máy móc đặc biệt thiết yếu - Những máy móc đóng vài trò sống còn cho nhà máy hoặc quá trình và nếu không có nó thì nhà máy hoặc quá trình đó không thể hoạt động được. Các máy thuộc loại này bao gồm tua bin hơi hoặc khí trong một nhà máy điện, máy bơm xuất dầu thô trên giàn khoan dầu hoặc máy cracker trong một nhà máy lọc dầu. Với máy móc thiết yếu là trọng tâm của quá trình, nó phải được giám sát tình trạng trực tuyến đầy đủ để liên tục ghi lại càng nhiều dữ liệu từ máy này càng tốt bất kể chi phí và thường được chỉ định bởi bảo hiểm nhà máy. Các phép đo như tải trọng, áp suất, nhiệt độ, độ rung và dịch chuyển vỏ, dịch chuyển dọc trục và dịch chuyển hướng tâm, tốc độ và độ giản nở vi phân được thực hiện nếu có thể. Các giá trị này thường được đưa phản hồi trở lại vào gói phần mềm quản lý máy móc có khả năng thể hiện xu hướng của dữ liệu lịch sử và cung cấp cho người vận hành thông tin như dữ liệu hiệu suất và thậm chí dự đoán lỗi và chẩn đoán lỗi trước khi chúng xảy ra.
2. Máy móc thiết yếu - Các máy móc này là một phần quan trọng của quá trình, nhưng nếu có hư hỏng xảy ra đi chăng nữa thì quá trình vẫn tiếp tục được diễn ra. Các máy móc dự phòng (nếu có) rơi vào loại này. Kiểm tra và kiểm soát các máy móc này cũng rất cần thiết để duy trì các kế hoạch thay thế nếu máy móc đặc biệt thiết yếu bị hư hỏng.
3. Máy móc đa dụng hoặc cân bằng trong nhà máy - Đây là những máy tạo nên phần còn lại của nhà máy và thường được theo dõi bằng cách sử dụng bộ thu thập dữ liệu cầm tay như đã đề cập trước đó để định kỳ tạo ra hình ảnh về sức khỏe của máy.